# Dionizy Czekaj
Dionizy Edward Czekaj (ur. 1959) – polski profesor nauk technicznych, specjalista z zakresu inżynierii materiałowej i elektroniki. Pracownik Katedry Inżynierii Materiałowej na Wydziale Mechanicznym Politechniki Gdańskiej. 

## Życiorys
W 1989 uzyskał stopień doktora nauk technicznych z zakresu elektroniki, w 2003 uzyskał stopień doktora habilitowanego w dziedzinie inżynierii materiałowej. W 2012 otrzymał tytuł profesora nauk technicznych. Jest autorem 2 monografii oraz współautorem 2 rozdziałów w książkach i 188 artykułów, spośród których 100 opublikowano w czasopismach JCR (indeks h=12). Współautor 2 patentów i 1 zgłoszenia patentowego. Kierował 13 pracami naukowo-badawczymi o zasięgu międzynarodowym. Wypromował 6 doktorów. Prowadzi badania naukowe w zakresie technologii ceramiki specjalnej, cienkich warstw elektroceramicznych i kompozytów polimerowo-ceramicznych.
Autor licznych publikacji.